# Dirades binotata
Dirades binotata är en fjärilsart som beskrevs av Walker 1866. Dirades binotata ingår i släktet Dirades och familjen Uraniidae. Inga underarter finns listade i Catalogue of Life.